# Opalia hidryma
Opalia hidryma is een slakkensoort uit de familie van de Epitoniidae. De wetenschappelijke naam van de soort is voor het eerst geldig gepubliceerd in 1899 door Melvill.